# Xuanhua (sockenhuvudort i Kina, Heilongjiang Sheng, lat 46,27, long 125,66)
Xuanhua (kinesiska: 宣化, 宣化乡) är en sockenhuvudort i Kina. Den ligger i provinsen Heilongjiang, i den nordöstra delen av landet, omkring 94 kilometer nordväst om provinshuvudstaden Harbin. Antalet invånare är 22 097. Befolkningen består av 10 876 kvinnor och 11 221 män. Barn under 15 år utgör 13,0 %, vuxna 15-64 år 79 %, och äldre över 65 år 6,0 %.
Runt Xuanhua är det ganska tätbefolkat, med 192 invånare per kvadratkilometer. Närmaste större samhälle är Songzhan, 6,1 km sydväst om Xuanhua. Trakten runt Xuanhua består till största delen av jordbruksmark.
Genomsnittlig årsnederbörd är 767 millimeter. Den regnigaste månaden är juli, med i genomsnitt 207 mm nederbörd, och den torraste är januari, med 5 mm nederbörd.